# Nanny Peereboom
Nanny (Marianne) Peereboom (31 maart 1941) is een voormalig Nederlands burgemeester. Peereboom is lid van de Partij van de Arbeid (PvdA).
Peereboom was zestien jaar raadslid in de gemeente Wijdewormer en werd in 1991 wethouder van de toen nieuwgevormde gemeente Wormerland. Op 1 april 1994 werd ze benoemd tot burgemeester van de gemeente Strijen. Bijna vijf jaar later, op 1 januari 1999, werd ze burgemeester van de zojuist heringedeelde gemeente Zaltbommel. Begin 2002 werd ze vanwege een knie-operatie tijdelijk vervangen door Frans Moree. Op 1 april 2004 nam ze afscheid als burgemeester.